# Terry Nation
Terry Nation, född 8 augusti 1930, död 9 mars 1997, brittisk manusförfattare för television. Han var redan från början en av manusförfattarna för den brittiska science fiction-serien Doctor Who och är mest känd för att vara den som skapade Daleks. Han skapade också TV-serierna  De överlevande (Survivors) 1975 och Blake's 7 1978.
På TV-serien The Baron 1966 (ej visad i Sverige) överinsåg han också manusarbetet.